# Mister T.
Mister T., sobrenom de Laurence Tureaud, (Chicago, 21 de maig de 1952) és un actor i ex lluitador de lluita lliure nord-americà. És conegut pels seus papers de B. A. Baracus a la sèrie de televisió dels anys 80 The A-Team i del boxejador Clubber Lang a la pel·lícula de 1982 Rocky III.

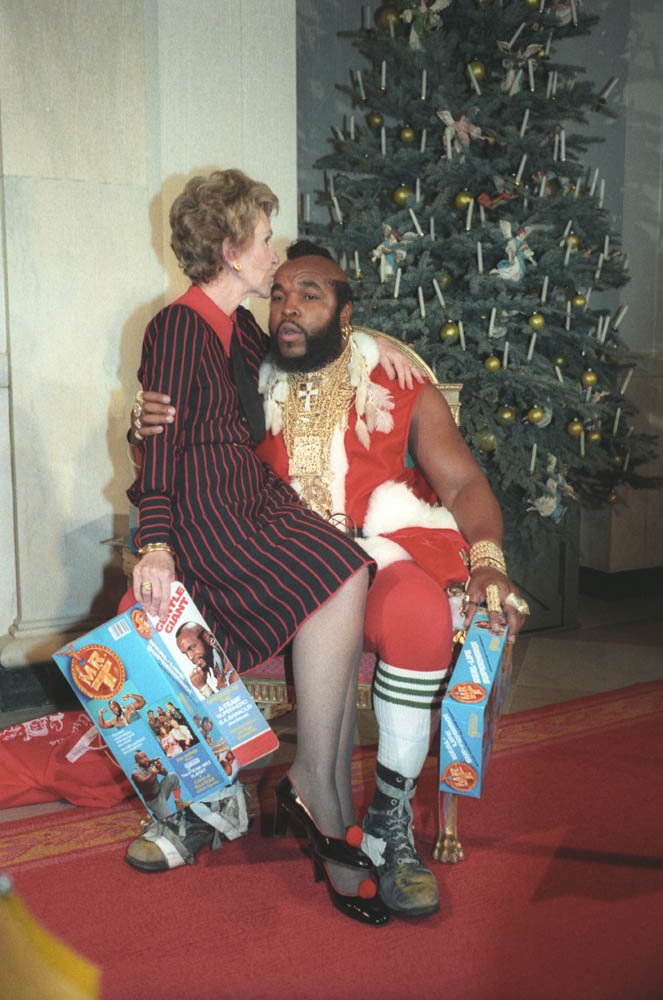
Nancy Reagan, com a Primera dama dels Estats Units, asseguda a la falda d'un Mister T. vestit de Pare Noel a la Casa Blanca el desembre de 1983.

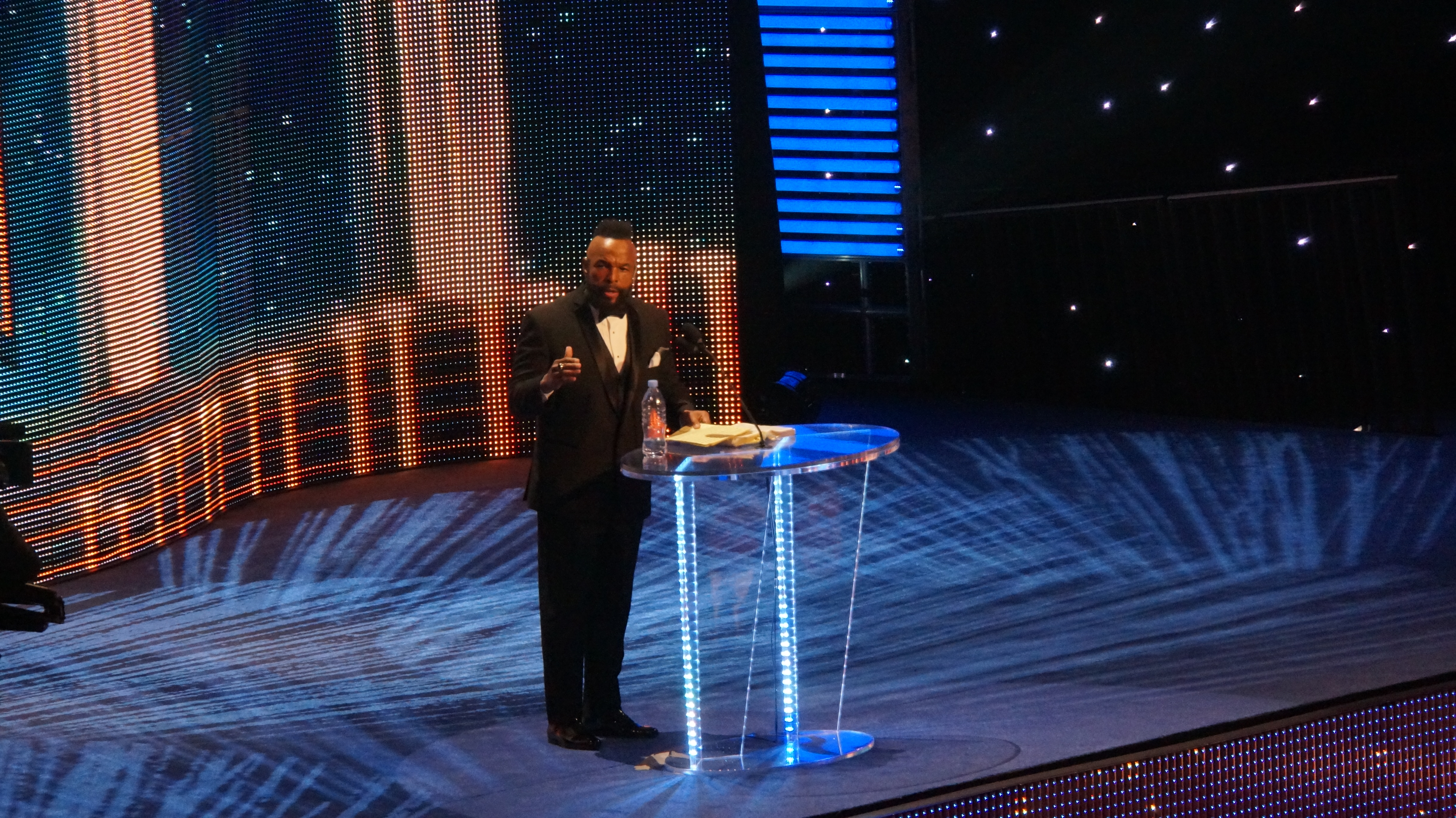
Mister T. al WWE Hall of Fame del 2014.

També és conegut per la seva estètica: el seu pentinat distintiu inspirat en els guerrers mandenkàs de l'Àfrica occidental, les seves abundants joies d'or, el seu posat dur i el seu eslògan "I pity the fool!" (em fa llàstima el ximple), pronunciat per primera vegada a Rocky III quan interpretava a Clubber Lang i després convertit en una marca registrada utilitzada en eslògans i títols, com ara en el del reality show I Pity the Fool de 2006.

## Filmografia

### Cinema
| Any  | Títol                                 | Rol              | Notes |
| ---- | ------------------------------------- | ---------------- | ----- |
| 1982 | Penitentiary II                       | a si mateix      |       |
| 1982 | Rocky III                             | Clubber Lang     |       |
| 1983 | D.C. Cab                              | Samson           |       |
| 1984 | Be Somebody... or Be Somebody's Fool! | a si mateix      | Video |
| 1985 | WrestleMania                          | a si mateix      | Video |
| 1986 | WrestleMania 2                        | a si mateix      | Video |
| 1993 | Freaked                               | The Bearded Lady |       |
| 1993 | The Terrible Thunderlizards           | Mr. T-Rex        |       |
| 1994 | Magic of the Golden Bear: Goldy III   | Freedom          |       |
| 1996 | Spy Hard                              | Helicopter Pilot |       |
| 1999 | Inspector Gadget                      | a si mateix      |       |
| 2001 | Not Another Teen Movie                | The Wise Janitor |       |
| 2001 | Judgment                              | J. T. Quincy     |       |
| 2009 | Cloudy with a Chance of Meatballs     | Earl Devereaux   | veu   |

### Televisió
| Any             | Títol                           | Rol                 | Notes                                                           |
| --------------- | ------------------------------- | ------------------- | --------------------------------------------------------------- |
| 1982            | Twilight Theater                | a si mateix/Co-Host |                                                                 |
| 1982            | Knight Power                    | Dr. Ola (voice)     | Episode: "Cape Feare"                                           |
| 1982            | Silver Spoons                   | a si mateix         | Episodi: "Me and Mr. T"                                         |
| 1982            | Saturday Night Live             | a si mateix         | Episodi: "Louis Gossett, Jr./George Thorogood & the Destroyers" |
| 1983–1987       | The A-Team                      | B. A. Baracus       | 97 episodis                                                     |
| 1983            | Diff'rent Strokes               | a si mateix         | Episodi: "Mr. T and Mr. t"                                      |
| 1983            | Alvin and the Chipmunks         | a si mateix         | Episodi: "The C Team"                                           |
| 1983-1985       | Mister T                        | a si mateix (veu)   | 30 episodis                                                     |
| 1984            | Saturday Night Live             | a si mateix/Co-Host | Episodi: "Mr. T and Hulk Hogan/The Commodores"                  |
| 1984            | The Toughest Man in the World   | Bruise Brubaker     | TV Movie                                                        |
| 1984            | Dean Martin Celebrity Roast     | a si mateix         | Especial                                                        |
| 1984–1986, 1988 | WWF Superstars of Wrestling     | a si mateix         |                                                                 |
| 1987            | Alice Through the Looking Glass | Jabberwock          | TV Movie                                                        |
| 1988–1990       | T. and T.                       | T. S. Turner        | 65 episodis                                                     |
| 1990            | Straight Line                   | T. S. Turner        |                                                                 |
| 1991            | Out of This World               | a si mateix         | Episodi: "New Kid on the Block"                                 |
| 1994            | Blossom                         | a si mateix         | Episodi: "A Little Help from My Friends"                        |
| 1995            | Kids Against Crime              | a si mateix         | TBN                                                             |
| 1996            | Martin                          | Mr. Jenkins         | Episodi: "Boo's in the House"                                   |
| 1999            | Malcolm & Eddie                 | Calvin              | Episodi: "The Wrongest Yard"                                    |
| 2003            | Disney's House of Mouse         | a si mateix         | Episodi: "House Ghosts"                                         |
| 2004            | Johnny Bravo                    | a si mateix         | Episodi: "T is for Trouble"                                     |
| 2004            | The Simpsons                    | a si mateix         | Episodi: "Today I Am a Clown"                                   |
| 2006            | I Pity the Fool                 | a si mateix         | 6 episodis                                                      |
| 2011–2013       | World's Craziest Fools          | a si mateix         | BBC Three                                                       |
| 2017            | Dancing with the Stars          | a si mateix         | Temporada 24                                                    |